# Siemens Open 2006
Il Siemens Open 2006 è stato un torneo di tennis facente parte della categoria ATP Challenger Series nell'ambito dell'ATP Challenger Series 2006. Il torneo si è giocato a Scheveningen nei Paesi Bassi dal 10 luglio 2006 su campi in terra rossa.

## Vincitori

### Singolare
Guillermo García López ha battuto in finale  Albert Montañés con il punteggio di 0–6, 6–3, 6–4

### Doppio
Guillermo García López /  Salvador Navarro hanno battuto in finale  Marc Gicquel /  Édouard Roger-Vasselin con il punteggio di 6–4, 0–6, [11-9]